# Europacup I hockey vrouwen 1980
De 7de Europacup I hockey voor vrouwen werd gehouden van 24 tot en met 27 mei 1980 in Barcelona. Het deelnemersveld bestond uit 8 teams. Amsterdam H&BC won deze editie door in de finale Glasgow Western LHC te verslaan.

## Uitslag poules

### Poule A
| Team              | Pnt | GS | W | G | V | DV | DT | DS |
| ----------------- | --- | -- | - | - | - | -- | -- | -- |
| 1. Amsterdam H&BC | 6   | 3  | 3 | 0 | 0 | 9  | 1  | +8 |
| 2. Muckross HC    | 4   | 3  | 2 | 0 | 1 | 4  | 4  | 0  |
| 3. Penarth LHC    | 2   | 3  | 1 | 0 | 2 | 2  | 6  | -4 |
| 4. Chelmsford HC  | 0   | 3  | 0 | 0 | 3 | 2  | 6  | -4 |

Uitslagen
- A Amsterdam - Penarth 4-0
- A Muckross - Chelmsford 2-1
- A Amsterdam - Muckross 3-0
- A Penarth - Chelmsford 2-0
- A Amsterdam - Chelmsford 2-1
- A Penarth - Muckross 0-2

### Poule B
| Team                     | Pnt | GS | W | G | V | DV | DT | DS |
| ------------------------ | --- | -- | - | - | - | -- | -- | -- |
| 1. Glasgow Western LHC   | 6   | 3  | 3 | 0 | 0 | 7  | 0  | +7 |
| 2. Grossflottbeker THGC  | 4   | 3  | 2 | 0 | 1 | 7  | 4  | +3 |
| 3. Royal Uccle Sport THC | 2   | 3  | 1 | 0 | 2 | 4  | 5  | -1 |
| 4. Real Club de Polo     | 0   | 3  | 0 | 0 | 3 | 1  | 10 | -9 |

Uitslagen
- B Uccle - Grossflottbeker 2-3
- B Glasgow - Polo 4-0
- B Uccle - Polo 2-1
- B Glasgow - Grossflottbeker 2-0
- B Uccle - Glasgow 0-1
- B Polo - Grossflottbeker 0-4

## Finales

#### Finale
1/2: Amsterdam - Glasgow 1-0 (na verlenging)

#### 3de plaats
3/4: Muckross - Grossflottbeker 1-0

#### 5de plaats
5/6: Penarth - Uccle 3-2

#### 7de plaats
7/8: Chelmsford - Polo 5-1

## Einduitslag
1.  Amsterdam H&BC 

2.  Glasgow Western LHC 

3.  Muckross HC 

4.  Grossflottbeker THGC 

5.  Penarth LHC 

6.  Royal Uccle Sport THC 

7.  Chelmsford HC 

8.  Real Club de Polo 